# منتخب يوغوسلافيا لكرة السلة للسيدات
منتخب يوغوسلافيا الوطني لكرة السلة للسيدات هو المنتخب الذي كان يمثل يوغوسلافيا في منافسات كرة السلة الدولية للنساء، والذي يقوم إتحاد يوغوسلافيا لكرة السلة بإدارة شؤونه، كان يعتبر من أقوى منتخبات أوروبا في كرة السلة حيث تمكن من الفوز ب2 ميدالية أولمبية منها 1 فضية و1 برونزية، كما شارك ببطولة العالم 5 مرات وفاز بمركز الوصيف في سنة 1990، وشارك ببطولة أوروبا 20 مرة وإحتل مركز الوصيف 4 مرات وفاز مرتين بالمركز الثالث.